# Bakotić
Bakotić je priimek v Sloveniji, ki ga je po podatkih Statističnega urada Republike Slovenije na dan 1. januarja 2010 uporabljalo 6 oseb in je med vsemi priimki po pogostosti uporabe uvrščen na 23.591. mesto.

## Znani tuji nosilci priimka
- Antun Karlo Bakotić (1831—1887), hrvaški fizik
- Ljubo Bakotić (1867—1941), hrvaški književnik